# Свято-Троїцька церква (Ірпінь)
Свято-Троїцький храм — один із найстарших в Ірпені. Розташований на високому пагорбі в центрі міста Ірпінь. Будівництво храму тривало 6 років з 1909 року. У 1915 році стали регулярно відбуватися Богослужіння. Від 25 жовтня 2023 року громада перебуває в юрисдикції Православної церкви України. Новим парохом став Олександр Домбровський.

## Структура
Свято-Троїцький храм — однопрестольний, з дзвіницею. Побудований з дерева, обкладений цеглою. Кладка була складною: з візерунками, колонами, карнизами, різними виступами. Куполи-верхівки були зроблені з дерев'яних накладок у формі луски і прикрашені ажурними позолоченими хрестами. До речі їх було три: один на дзвіниці, один на церкви і третій над вівтарем. Храм не був оштукатурений, не мав високого ґанку, який є нині, не було і трапезної. Церква була тепла, мала пічне опалення (зараз газове), тому служба проходила і взимку. Цікаво те, що на території храму ще до революції були встановлені електричні ліхтарі з автономним акумулятором. І зараз їх можна побачити: один недалеко від входу, два за вівтарною стіною. З цінних старожитностей в храмі є унікальна ікона «Богородиця з дитям». В середині храму дерев'яні стіни були покриті олійною фарбою.

## Історія
У 1938 р. указом Сталіна припинена служба у всіх церквах.
У 1939 демонтують його куполи, дзвони переплавляють, іконостас руйнують, а розпис зафарбовують. В кінці 30-х років Ірпінську церкву передали китайцям під артіль, яка випускала іграшки.
Під час німецької окупації церква відкрила двері. Повернуто і старі ікони, встановлені хрести. Після війни храм вже не закривався, але і не оновлювався.
Тільки в 80-х роках його реставрували: встановили дзвіницю і купол, розбили верхню і нижню тераси, облаштували криницю, завдяки чому Свято-Троїцька церква стала окрасою міста. Слід зазначити, що в 1936 р. настоятелем був священик Микола Алабовський. Незабаром страчений НКВС за контрреволюційну діяльність. У 1981 Руською Зарубіжною церквою канонізований у лику святих.
Храм належав Московському патріархату. Попри руйнування й захоплення міста російськими окупантами 2022 року священик відмовлявся змінювати юрисдикцію. Лише 25 жовтня 2023 року громада майже одностайно проголосувала за перехід до Православної церкви України. Новим парохом став Олександр Домбровський